# Clavus bilineatus
Clavus bilineatus é uma espécie de gastrópode do gênero Clavus, pertencente a família Drilliidae.